# Coquette de Verreaux
Lophornis verreauxii
Espèce
Statut de conservation UICN

 LC  : Préoccupation mineure
Répartition géographique
La Coquette de Verreaux (Lophornis verreauxii) est une espèce de colibris (famille des Trochilidae).

## Nomenclature
Son épithète spécifique, verreauxii, lui a été donnée en l'honneur de l'ornithologue français Édouard Verreaux (1810-1868) qui possède « le type unique qui orne la magnifique collection de Trochilidés de cet amateur classique ». 

## Description
Dans la description faite en 1853, il est indiqué que l'holotype de cette espèce a une longueur totale de 90 mm et un bec noir de 19 mm.

## Répartition et sous-espèces
Selon la classification de référence du Congrès ornithologique international (14.1.2024) :
- Lophornis verreauxii verreauxii Bourcier, 1853 — Amazonie ;
- Lophornis verreauxii klagesi von Berlepsch & Hartert, 1902 — río Caura (Venezuela).

## Classification
Le nom valide complet (avec auteur) de ce taxon est Lophornis verreauxii Bourcier, 1853,.
Lophornis verreauxii a pour synonyme :
- Lophornis chalybeus verreauxii Bourcier, 1853